# Forged From The Love of Liberty
Forged From The Love of Liberty ist die Nationalhymne von Trinidad und Tobago. 

## Geschichte
Text und Musik wurden von Pat Castagne geschrieben. In seiner ursprünglichen Form reichte er das Lied unter dem Titel A Song for the Islands für einen Wettbewerb ein, bei dem die Hymne der kurzlebigen Westindischen Föderation gekürt werden sollte. Dort unterlag er. 1962 reichte er seinen Entwurf, bei dem er einige Textstellen geändert hatte, erfolgreich für einen anderen Wettbewerb ein – den von Trinidad und Tobago, dessen Unabhängigkeit unmittelbar bevorstand. 

## Englischer Text
Forged from the love of liberty,

In the fires of hope and prayer,

With boundless faith in our destiny,

We solemnly declare:

Side by side we stand,

Islands of the blue Caribbean Sea.

This our native land,

We pledge our lives to thee.

Here every creed and race finds an equal place, 

And may God bless our nation.

Here every creed and race find an equal place,

And may God bless our nation.